# 吴大昌
吴大昌（1918年—），男，浙江富阳人，中国装甲车辆工程专家，曾任北京工业学院教授、博士生导师。